# Сливнишко Похорје
Сливнишко Похорје (словен. Slivniško Pohorje) је насељено место у општини Хоче-Сливница, Подравска регија, Словенија.

## Историја
До територијалне реорганизације у Словенији било је у саставу старе општине Марибор.

## Становништво
У попису становништва из 2011. године, Сливнишко Похорје је имало 173 становника.
| Број становника према пописима | Број становника према пописима | Број становника према пописима |
| ------------------------------ | ------------------------------ | ------------------------------ |
| 1991                           | 2002                           | 2011                           |
| 177                            | 162                            | 173                            |